# Праотец (эстонская мифология)
Праоте́ц (эст. Vanaisa), также оте́ц вселе́нной и праоте́ц вселе́нной (эст. Taevataat) — персонаж эстонского народного эпоса «Калевипоэг». Упоминается в двадцатой песне эпоса.

## Песнь двадцатая
Сборы в поход * Битва * Послы железных людей * Кончина Калевипоэга * У ворот преисподней
Калевипоэг собирает на берегу реки Эмайыги своё войско. Два дня даёт на отдых и снаряжение к битве, а на третий день ведёт его в бой «к западу с нагорий Таары». С полудня до зари идёт тяжёлое сражение с железными воинами. К рассвету погибает конь Калевипоэга, падают «ряды слабейших сотнями на ложе смерти», и, наконец, поверженная вражья сила обращается в бегство. На поле боя остаются сотни тел и голов, «рук отрубленных без счёта», и дымятся «лужи крови».
Гибель друзей, горестные переживания и тоска заставляют Калевипоэга уйти от людей. Несколько суток без остановки он идёт к Чудскому озеру, «где когда-то он дорогою удачи много раз ходил в дни счастья». Из-за проклятия, наложенного на Калевипоэга финским кузнецом за убийство его сына, на реке Кяэпа выкованный финский кузнецом меч перерубает ноги Калевипоэга ― отсекает голени от тела.
Стоны Калевова сына,
Громкий зон его на помощь,
Вопли нестерпимой боли
Громом к облакам летели
Выше облак подымались
И достигли тверди неба,
Горницы отца вселенной.
Душа умершего Калевипоэга улетает в небо, как птица. Там ей даётся «подобье плоти». Отдыхая от земных забот, Калевипоэг сидит на небесах средь «мужей, избранных Таарой», и слушает песни и былины о своих деяниях.
Но в душе носил заботу
Праотец всего живого,
Голову не мог седую
Преклонить на изголовье,
В помыслах перебирая,
На какую должность в небе
Сына Калева поставить...
Древний праотец вселенной
На совет созвал великий
Сыновей своих могучих.

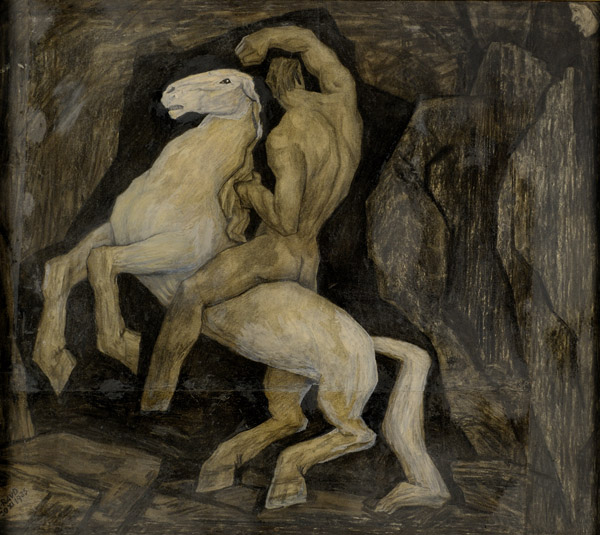
«Калевипоэг у врат ада». Кристьян Рауд

Два дня совещались мудрецы, и к рассвету третьего постановили: Калевипоэг должен встать у ворот ада на страже, чтобы не вырвался из преисподней Рогатый, закованный Калевипоэгом в цепи. Героя посадили на гнедого коня и провели к «адским каменным твердыням», а там приказали ему: «Трахни кулаком о скалы!» Калевипоэг исполняет указание, и его кулак застревает в треснувшей скале. Там и по сей день сидит он на коне и сторожит Рогатого в темнице. И, хотя стремится Калевипоэг вырвать руку из гранитной стены, «сила Маны держит мужа, чтобы врат подземных ада страж могучий не покинул».